# إدوارد سلاتر
إدوارد سلاتر (بالإنجليزية: Edward Charles Slater)‏ هو بروفيسور وعالم كيمياء حيوية أسترالي، ولد في 16 يناير 1917 في ملبورن في أستراليا، وتوفي في 26 مارس 2016 في غلوستر في المملكة المتحدة.